# De Havilland Canada DHC-2 Beaver
Il de Havilland Canada DHC-2 Beaver è un monomotore ad ala alta prodotto dall'azienda canadese de Havilland Canada dal 1947 al 1967.

## Storia del progetto
Il progetto del Beaver nacque alla fine del 1946 a seguito delle richieste del dipartimento territori e foreste dell'Ontario, che necessitava di un trasporto leggero, robusto e affidabile, dotato di capacità di decollo e atterraggio corto, nonché della possibilità di operare anche come idrovolante.
La produzione di serie del Beaver I iniziò nel 1948 e diverse centinaia di esemplari furono venduti alle forze armate statunitensi, che designarono il velivolo L-20 (dal 1966 U-6). Nel 1964 furono costruiti anche alcuni esemplari di Beaver III, dotati di motore a turboelica PT6A e capaci di trasportare dieci passeggeri. Velivolo conosciuto e largamente impiegato in tutto il mondo, specialmente nelle zone più selvagge, il Beaver I poteva trasportare un carico massimo di 680 kg, e grazie all'adozione di un carrello con ruote, sci o galleggianti, poteva operare in qualunque condizione.

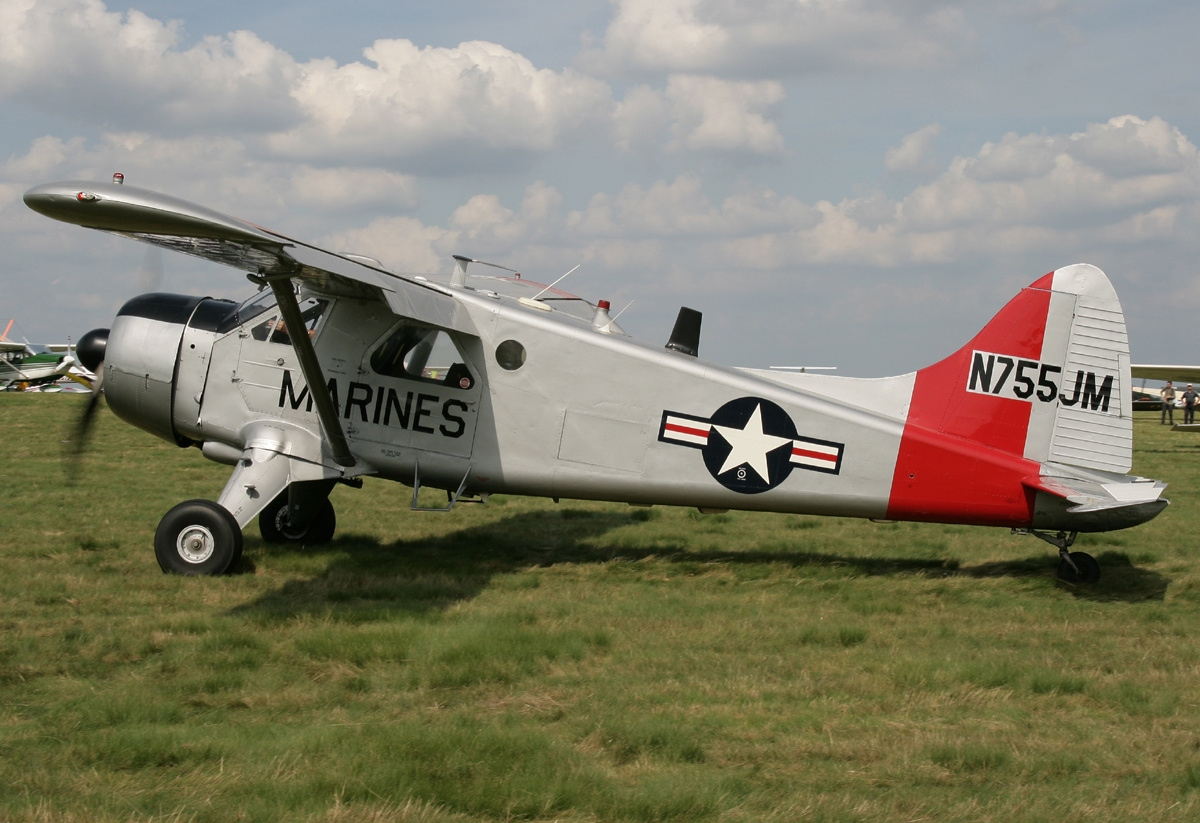
DHC-2 Beaver Mk1 AN1461427

Il Beaver è stato richiesto e distribuito a oltre 60 paesi del mondo che ne necessitavano per le sue prestazioni particolari. Nel 1951 ha vinto i concorsi per l'acquisizione di un "Velivolo di utilità" (Utility Aircraft) con la United States Air Force e la United States Army. Molti velivoli sono stati utilizzati anche durante la guerra di Corea ed erano denominati "Jeep del Generale".
Il DHC-2 è popolare con compagnie aeree charter, le forze di polizia e le piccole compagnie di aerotaxi, nonché privati e aziende. Sia la Royal Canadian Mounted Police e le Guardie di Confine Finlandese utilizzano il velivolo.
Il primo DHC-2 di serie costruito (CF-FHB) è stato utilizzato in Canada occidentale per oltre 30 anni e nel 1980 è stato acquistato dal Museo di Norcanair. Il suo numero di serie CF-FHB incorpora le iniziali di Frederick Howard Buller, uno dei due costruttori del Beaver. Buller era un architetto navale e ingegnere aeronautico ed era membro del Canada Aviation Hall of Fame. Durante il suo ultimo volo il CF-FHB, tra Lac La Ronge e l'aeroporto di Rockcliffe, ha incrociato il CF-OBS, secondo Beaver costruito, a Salt Ste Marie. La conservazione del primo Baever del Canada è stata possibile grazie alle donazioni della fondazione Molson e dalla De Havilland Canada.

## Impiego operativo
Nonostante la produzione sia cessata nel 1967, centinaia di Beaver volano ancora. Molti velivoli sono stati pesantemente modificati per rispondere alle esigenze degli operatori e per essere adattati ai cambiamenti tecnologici..
L'originale motore radiale Wasp Junior del Beaver è fuori produzione già da lungo tempo; ciò rende difficile reperire parti di ricambio per la manutenzione. Alcune aziende di conversione aeromobili hanno affrontato questo problema sostituendo il motore a pistoni con un motore turboelica come il PT6. La maggiore potenza unita ad una sostanziale leggerezza del motore rendono questa modifica molto apprezzata, nonostante i costi elevati.
Il Beaver è stato impiegato dalla British Army Air Corps durante il conflitto nordirlandese (Troubles), almeno fino al 1979 per le missioni di ricognizione fotografica. Uno di loro è stato colpito sette volte dal fuoco delle mitragliatrici nel sud della contea di Armagh, vicino al confine con la Repubblica d'Irlanda nel novembre 1979, durante una missione di ricognizione fotografica su un avamposto dell’IRA.
Air Saguenay e Harbour Air in Canada e Kenmore Air negli Stati Uniti sono i maggiori operatori del Nord America di DHC-2 Beaver che li utilizzano per voli charter e Bush Flying.
Due DHC-2 ancora impiegati dalla United States Naval Test Pilot School, sono utilizzati per istruire gli studenti nella valutazione della qualità di volo latero-direzionali e per il traino alianti.
Il DHC-2 Beaver è talvolta utilizzato da paracadutisti per via della sua buona velocità di salita. Quando dotato di una porta scorrevole che può essere aperta in volo, può trasportare rapidamente otto paracadutisti a 13 000 piedi (3 962 m).
La Stolairus Aviation di Kelowna, British Columbia ha sviluppato diverse modifiche per il DHC-2 tra cui un kit STOL per incrementare le prestazioni.
Advanced Wing Technology di Vancouver, British Columbia ha sviluppato e certificato una nuova ala per il DHC-2. La FAA Supplemental Type Certificate incrementa anche il peso lordo del velivolo a 6 000 libbre (2 722 kg).

## Versioni

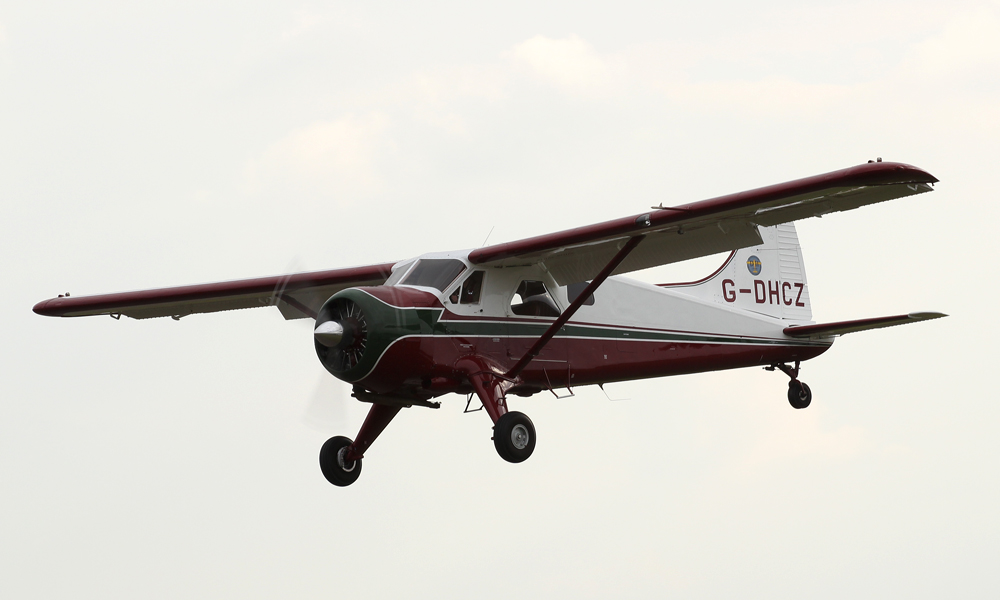
De Havilland Canada DHC-2 Beaver Mk1 G-DHCZ

- Beaver I Velivolo Monomotore adibito all’utilità di trasporto
- Beaver AL Mk 1 Velivolo da trasporto di utilità per l'esercito britannico
- C-127 Disegno dell’attuale DHC-2, aeromobile utilizzato dai militari statunitensi e disegno di base per il velivolo L-20
- YL-20 Velivolo di prova e di valutazione per l’esercito statunitense
- L-20A Beaver Aereo da trasporto di utilità per l’esercito statunitense e disegno base per la progettazione del U-6A del 1962 (costruito nel 1968)
- L-20B Beaver Fondamentalmente simile al L-20A, ma con cambiamenti nelle attrezzature minori. Sei esemplari sono stati venduti per l'esercito americano. Più tardi, nel 1962, venne disegnato il U-6B.
- Beaver II Velivolo dotato di un motore a pistoni radiali Alvis Leonides
- Wipaire Super Beaver Il velivolo è la conversione del surplus US Army e USAF L-20 Beaver
- Wipaire Boss Turbo-Beaver Conversione Turbo, velivolo dotato di PT-6, ma conserva l'originale forma della pinna inferiore curva
- Turbo-Beaver III Alimentato da un 431 kW (578 EHP) Pratt & Whitney PT6A-6 o -20. Ha un motore turboelica
- Airtech Canada DHC-2/PZL-3S Velivolo in possesso di motori radiali di 600 CV (450 kW)
- Volpar Model 4000 Primo volo nel mese di aprile 1972 con il muso modificato dotato di una turboelica AiResearch TPE331-2U-203 con un'elica a tre pale. Altre modifiche sono state una nuova pinna e timone
- Viking DHC-2T Turbo Beaver Velivoli aggiornati con Pratt & Whitney Canada PT6A-34 680 CV (507 kW) di motori a turboelica

## Utilizzatori

### Militari
Zambia
- Zambian Air Force and Air Defence Command

9 DHC-2 consegnati tra il 1965 e il 1967.

## Curiosità
Nel film Sei giorni sette notti è l'aereo pilotato da Quinn Harris, il protagonista interpretato da Harrison Ford.
Nel film ...più forte ragazzi! è l'aereo pilotato da Salud (Bud Spencer), che di notte trasporta un ragazzo ferito dalla giungla all'ospedale della città vicina.

## Velivoli comparabili
Francia
- Max-Holste MH-1521 Broussard

 Stati Uniti
- Fairchild F-11 Husky
- Gippsland GA8
- Helio Courier
- Murphy Moose
- Noorduyn Norseman
- PAC Cresco